# Nord Pingouin
Le Nord Pingouin était un Messerschmitt Bf 108 construit en France après la Seconde Guerre mondiale et remotorisé par la Société nationale des constructions aéronautiques du Nord (SNCAN). Il fut utilisé en France par l'armée de l'air et l'aéronavale jusqu'aux années 1960 tandis que des avions furent maquillés pour représenter des Me 109 au cinéma.

## Développement
En 1942, la fabrication du Messerschmitt Bf 108 a été transférée à la SNCAN (généralement connue sous le nom Nord) aux Mureaux en France occupée. Avant la libération de la France, 170 Bf 108 ont été construits et la SNCAN a continué à construire l'avion, en utilisant des cellules  récupérées de Bf 108, sous le nom de Nord 1000, et ce jusqu'à épuisement des stocks de moteurs Argus allemands. L'avion a ensuite été remotorisé avec un moteur Renault 6Q11, à six cylindres en ligne, développant 233 ch (174 kW) et a été désigné Nord 1001 Pingouin I. Une nouvelle version motorisée par une variante du Renault 6Q10 a été produite sous le nom de Nord 1002 Pingouin II. La production totale s'est élevée à 286 appareils.

### Après guerre
Après la Libération en 1944, la SNCAN produit le Nord 1001 à moteur Renault 6Q11 (6 cylindres en ligne), et le N 1002 à moteur 6Q10 qui devient petit à petit la version standard par remplacement des moteurs. Une version plus tardive sera le Nord 1002 M, pour l'aéronavale. Le Nord 1100 est le nom donné en France au Me 208 à moteur Argus (V-8), et Nord 1101 avec le moteur Renault 6Q10. En 1959 un Nord 1101 est remotorisé par un turbopropulseur installé par la SFERMA et dénommé Nord 1110.
Les Nord 1000 servent en tant qu'avions de liaison et d'entraînement dans l'armée de l'air et l'aéronavale françaises jusqu'en 1961 et 1962. Depuis 1962, il est utilisé par des particuliers ou des collectionneurs. Pour leur ressemblance avec les Me 109, les Nord 1002 ont très souvent tenu le rôle des chasseurs allemands dans les films de guerre tournés dans les années 1960 (comme Le Jour le plus long, L'Express du colonel Von Ryan, Squadron 633, Week-end à Zuydcoote...) De nos jours, quelques-uns sont encore en état de vol.
L'avion a par la suite intégré le train d'atterrissage tricycle du Nord 1100 Noralpha.

## Conception
Le Pingouin était un monoplan cantilever avec un empennage horizontal contreventé ajustable en incidence combiné aux gouvernes de profondeur, et avait un seul aileron et gouvernail. Il avait un train d'atterrissage principal rétractable vers l'extérieur et une roulette de queue. Le moteur était monté dans le nez. Il disposait d'une cabine fermée qui pouvait abriter quatre personnes sur deux rangées de deux. Comme le Bf 108, les ailes avaient des becs de bord d'attaque automatiques, et il pouvait être replié lorsque l'avion était au sol, permettant ainsi son transport par chemin de fer.

## Variantes

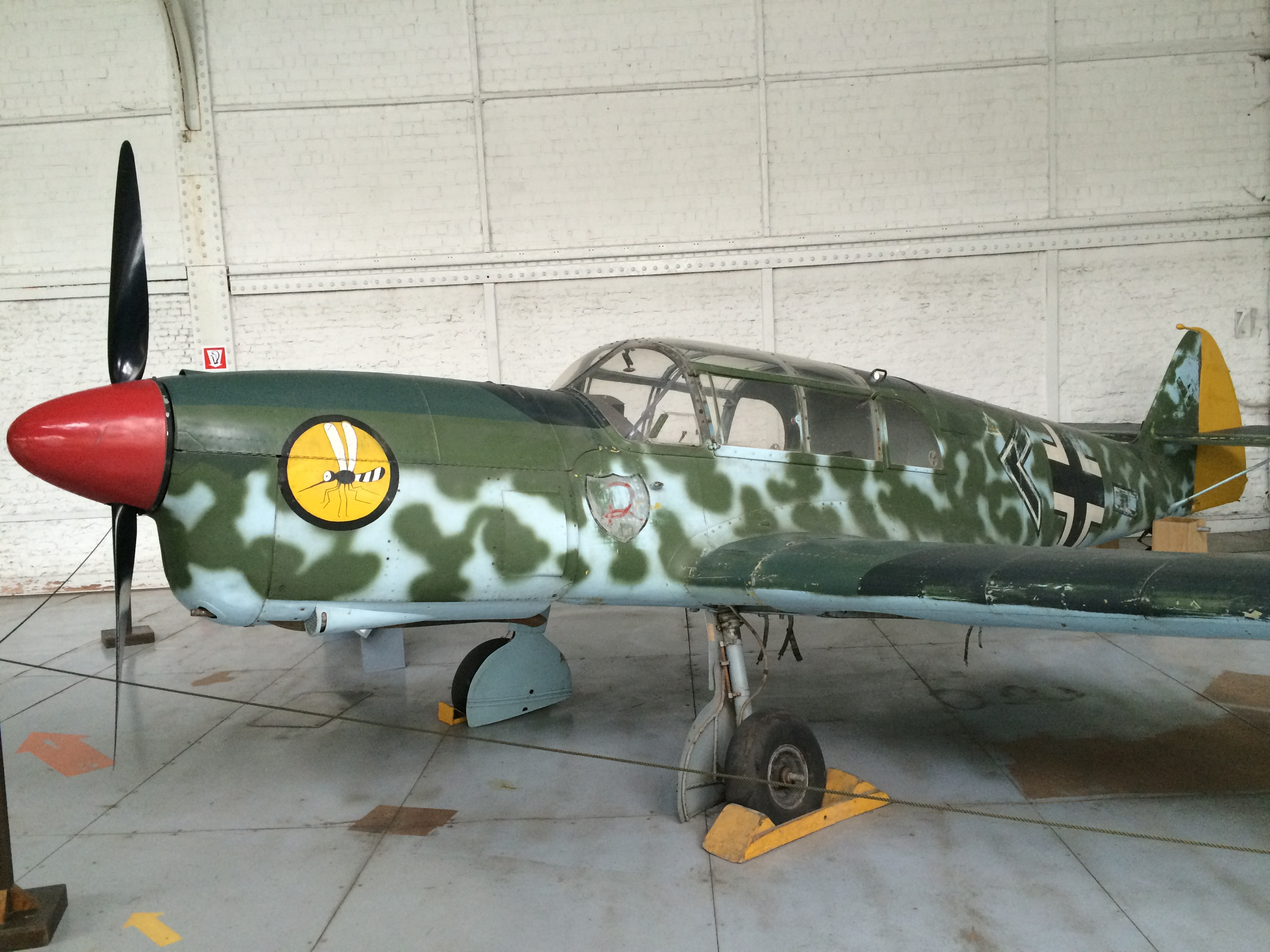
Nord 1002 Pingouin II exposé au Musée royal de l'armée (Bruxelles).

1000
Bf 108 fabriqué en France.
1001 Pingouin I
Variante motorisée par un moteur Renault 6Q11.
1002 Pingouin II
Variante motorisée par un moteur Renault 6Q10.

### Fabrication française

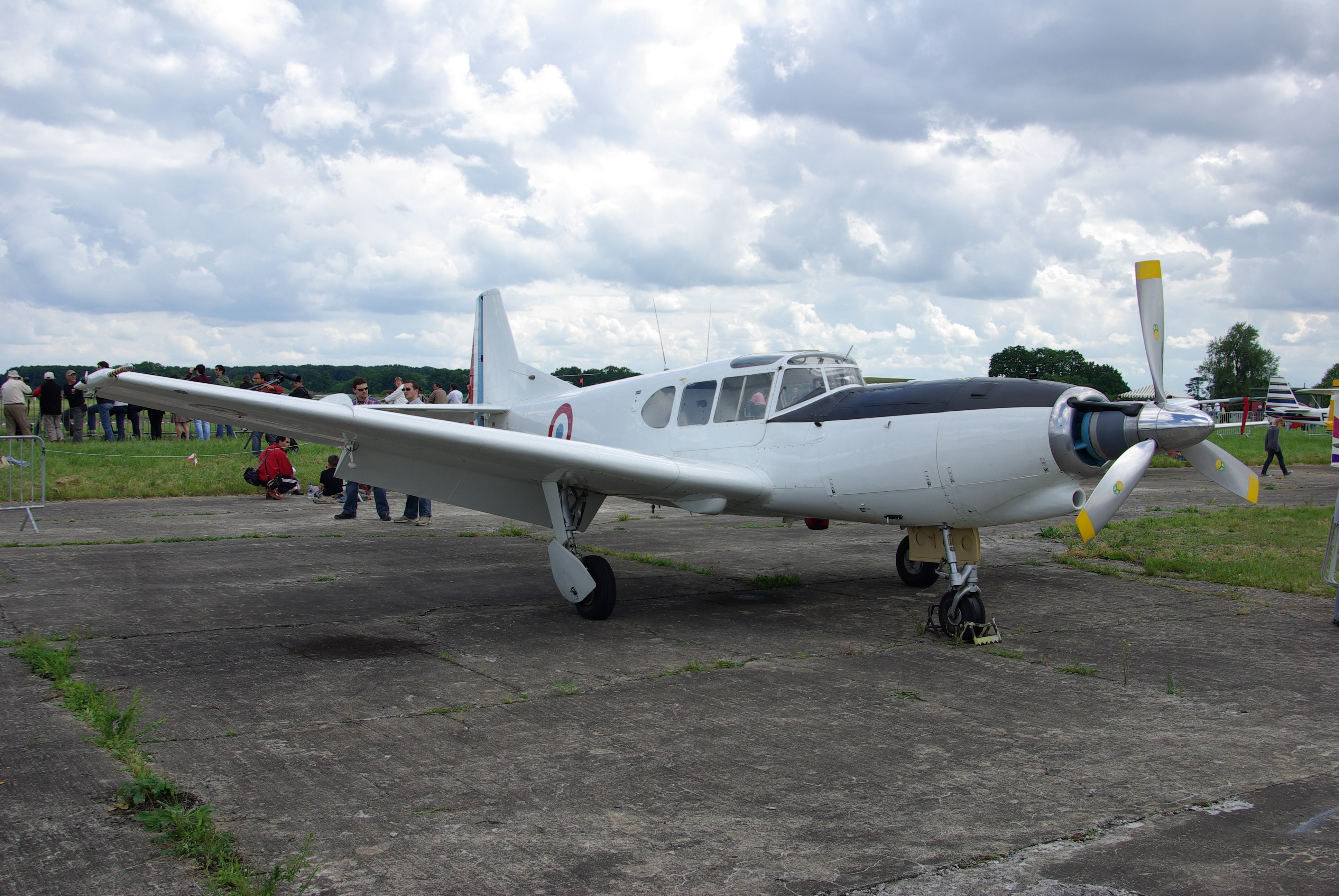
Le seul et unique Nord 1110.

- Nord 1000 Pingouin : Version francisée du Bf 108 et dotée du même moteur, un Argus As 10 de 240 ch.
- Nord 1001 Pingouin : Version dérivée du Nord 1000 doté d'un moteur Renault 6Q11 de même puissance.
- Nord 1002 Pingouin : Version dérivée du Nord 1000 doté d'un moteur Renault 6Q10 de même puissance.

La famille Nord 1100 fut produite à 205 exemplaires pour l'Armée de l'air et l'Aéronavale française et fut également vendue à des aéroclubs et à des particuliers. C'est un avion très différent du Bf 108 et des Nord 1000/1/2.
- Nord 1100 Noralpha : Dénomination française donnée au Me 208 à moteur Argus.
- Nord 1101 Ramier : Version à moteur Renault 6Q10 du Nord 1100.
- Aldon Mk-II : 12 Ramiers achetés par la RAF.
- Nord 1110 : Version à turbopropulseur Turbomeca Astazou 554 ch du Nord 1100.

La famille Nord 1200 Norécrin fut produite à 380 exemplaires et vendue auprès de 25 pays. C'est un avion plus petit, complètement différent des Nord 1000 et 1100.
- Nord 1200 : Version biplace à train tricycle escamotable et moteur Renault de 140 ch.
- Nord 1201 et 1202 : Versions triplace et quadriplace.

## Utilisateurs
France
- Armée de l'air
- Armée de terre
- Marine nationale